# جدجد شجري مزخرف
جدجد شجري مزخرف (الاسم العلمي: Oecanthus pictus) هو نوع من الحشرات يتبع جنس الجدجد الشجري من فصيلة الجداجد الحقيقية.